# Kos 6290

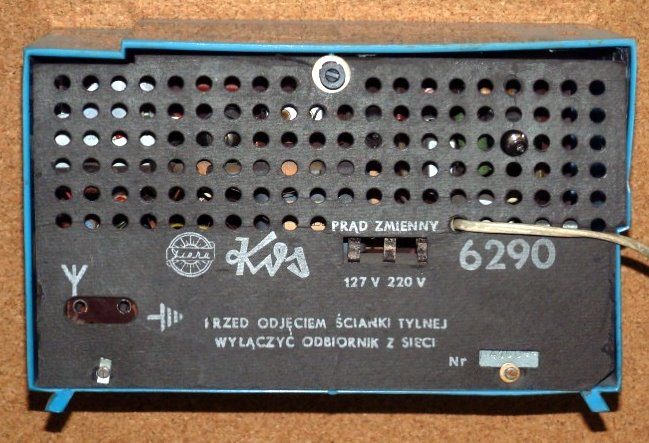

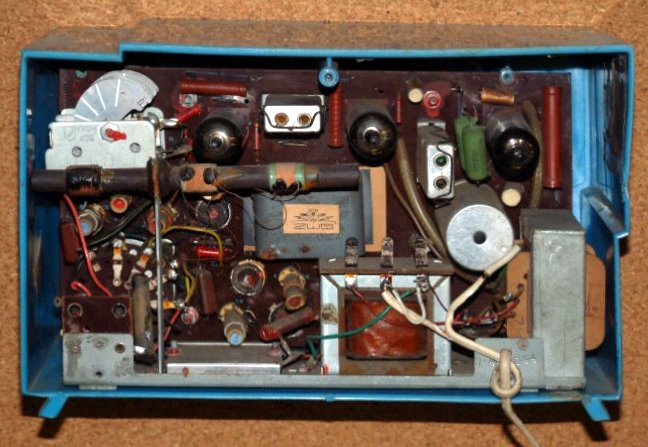

Kos – mały, stacjonarny, lampowy odbiornik radiowy w obudowie z tworzywa sztucznego. Pierwszy produkt „Diory”, w którym jako chassis użyto płytki z tworzywa izolacyjnego. Wbrew często spotykanym opiniom, Kos nie był odbiornikiem wykonanym na płytce drukowanej. W radiu Kos płyta stanowiła wyłącznie podstawę, a elementy były lutowane bezpośrednio pomiędzy sobą lub łączone za pomocą przewodów. Niemniej użycie lekkiej konstrukcji odbiornika w miejsce metalowego chassis pozwoliło na stworzenie radia lekkiego i niewielkich rozmiarów.
Płytka ustawiona pionowo, na środku ma prostokątny otwór, przez który wystaje magnes głośnika. Antena ferrytowa. Zasilanie autotransformatorowe z prostownikiem selenowym, jednopołówkowym.
Na nieistniejącej już stronie internetowej firmy DIORA odbiornik wymieniany był jako jeden z kamieni milowych w rozwoju firmy. W czasach produkcji (1961 r.) kosztował 850 zł i był promowany jako „mały, nowoczesny, drugi odbiornik w domu”.

## Podstawowe parametry i właściwości
- układ elektr.: superheterodyna
- lampy: ECH81, EBF89, ECL82 + prostownik selenowy SPS5A
- zakresy fal: długie, średnie
- zasilanie: napięcie przemienne, 220 V
- elementy regulacyjne:
  - potencjometr siły głosu z wyłącznikiem (lewa gałka)
  - przełącznik zakresów (prawa gałka)
  - strojenie (duża tarcza na ściance czołowej)
- gniazda: antena zewnętrzna, uziemienie
- wymiary: 260x165x135 mm, masa ok. 3,2 kg
- rok produkcji: 1960–1961